# Chrysops dubiens
Chrysops dubiens är en tvåvingeart som beskrevs av Philip 1979. Chrysops dubiens ingår i släktet Chrysops och familjen bromsar. Inga underarter finns listade i Catalogue of Life.